# 加古祐二郎
加古 祐二郎（かこ ゆうじろう、1905年12月2日 - 1937年7月20日）は、日本の法学者（法哲学）。京都府与謝郡宮津町（現：宮津市）波路出身。京都帝国大学法学部講師、立命館大学法経学部教授。旧制甲南高等学校講師。

## 人物
1905年（明治38年）12月2日、父・加古寅治、母・久子との間に、男3人女4人の七人兄弟の三男として生まれる。代々父方の家系は兵庫県加古郡平岡村一帯を治める郷士であったが、寅治が司法官の道を選んだため、一家が加古郡に定住することはなく、舞鶴、丸亀、堺、宮津、大阪などを転々をして過ごすこととなった。司法官としての寅治は、大阪控訴院部長まで務めている。
1923年（大正12年）、天王寺中学校を卒業した祐二郎は、旧制の甲南高等学校に第一期生として入学。そこでドイツ語、哲学に触れた。中でも西田幾太郎の著書『自覚に於ける直感と反省』などに影響を受け、大学では専攻を法学にするか哲学にするかで相当に悩んだようである。
1930年（昭和5年）、京都帝国大学法学部を卒業した祐二郎は、京都帝大大学院で末川博の指導を受けていたが、哲学への未練を捨てきれず、二年目に研究課目の変更を決断している。ここで恒藤恭の指導の下法理学を中心に研究を進めた。その後、母校の旧制・甲南高等学校講師を経て京都帝国大学法学部副手に採用され、法学研究者としての歩みをスタートさせた。
1933年（昭和8年）、すでに京都帝大法学部副手から講師になっていた祐二郎であったが、瀧川事件のあおりを受け8月に京大を辞職。このとき、立命館大学総長だった中川小十郎に請われ、立命館大学法経学部助教授となった。翌1934年（昭和9年）4月には教授に就任。法理学、社会法、ドイツ書購読の授業を担当するようになる。しかし1936年（昭和11年）8月、大学時代に煩った肋膜炎が再発。翌1937年（昭和12年）7月20日、京都帝国大学病院にて31歳で死去した。

## 加古文庫
1942年（昭和17年）、立命館大学図書館に寄贈された文献・資料を基に「加古文庫」が創設された。洋書・和漢書合わせ、1,371冊からなる貴重コレクションである。